# 金川乡 (同江市)
金川乡，是中华人民共和国黑龙江省佳木斯市同江市下辖的一个乡镇级行政单位。

## 行政区划
金川乡下辖以下地区：
金江村、金山村、金华村、金河村和金珠村。